# Paralogistis
Paralogistis är ett släkte av fjärilar. Paralogistis ingår i familjen fältmalar, Scythrididae.

## Dottertaxa tillParalogistis, i alfabetisk ordning[1][2]
| Paralogistis litholeuca    |
| Paralogistis ochrura       |
| Paralogistis raesaeneni    |
| Paralogistis symmocidoides |
| Paralogistis willyi        |